# کلر (نظامی بیزانسی)
فلاویوس سلر ( یونانی: Κέλερ   ) یک ژنرال بیزانسی و یک مقام رسمی تحت فرمان امپراتور آناستاسیوس (ح. ۴۹۱–۵۱۸) در اوایل قرن ششم بود.

## زندگینامه
سلر یک ایلیریایی بود، اما از زندگی اولیه او چیزی در دست نیست.  امپراطور آناستاسیوس در سال ۵۰۳ او را در جنگ جاری علیه ایرانیان ساسانی در شرق به عنوان ژنرال معرفی کرد.  در بهار سال ۵۰۴ او افراد خود را برای شرکت در محاصره مداوم آمد رهبری کرد، اما اندکی بعد از آن خارج شد و درگیر تهاجم به قلمرو تحت کنترل پارسیان شد، چندین شهر را پس گرفت و با غنیمت فراوان بازگشت. در اواخر سال ۵۰۴ سلر وارد مذاکره با ایرانیان شد که منجر به آتش بس موقت شد.  در سال ۵۰۵ او دوباره در مرزهای شرقی فعال شد، اما گزارش نشده است که در عملیات بزرگ شرکت داشته است. با این حال، او به تماس با ایرانی‌ها ادامه داد و آمد را برای ۱۱۰۰ پوند طلا باج داد. در پاییز ۵۰۶، سلر مذاکرات بیزانسی با ایرانیان در قلعه دارا را رهبری کرد که منجر به انعقاد پیمان صلح شد.  شاید به عنوان پاداش، او را کنسول ۵۰۸ نامیدند. او قبلاً در حدود سالهای ۵۰۳ تا ۵۰۴ به عنوان مدیر کل منصوب   شده بود.